# Charb
Stéphane Charbonnier (21. august 1967 – 7. januar 2015), kendt som Charb var en fransk journalist og karikaturtegner, som uden for Frankrigs grænser er bedst kendt for sit arbejde hos Charlie Hebdo hvor han blev ansat som redaktør i 2009. Her har han haft en ugentlig klumme med titlen "Charb n'aime pas les gens" (Charb holder ikke af mennesker).
I Frankrig er han tillige kendt for Maurice et Patapon, et antikapitalistisk par, som er hund og kat. Charb selv var erklæret kommunist og ateist. Hans tegninger er ofte blevet karakteriseret som kontroversielle og provokerende. Fra 2009 til 2015 var han chefredaktør på Charlie Hebdo. I denne periode var avisen udsat for to alvorlige attentater. Den 2. november 2011 blev denss lokaler brændt ned til jorden ved brug af en Molotov - cocktail, samme dag, som den planlagde en udgivelse ved navn "Sharia Hebdo". Attentatet fandt sted om natten, og ingen personer kom noget til.
I begyndelsen af januar 2013 udgav redaktionen et tegneserienummer med titlen "La vie de Mahomet" ("Muhammeds liv", som den hævdede var af biografisk natur og bygget på muslimske tekster. Tiltaget blev modtaget med kritik fra blandt andet franske og tyrkiske myndigheder. Stephane Charbonnier var, bl.a. som følge af denne episode, en af de 11 personer, som ifølge propagandamagasinet Inspire, der er tilknyttet al-Qaeda, bør dræbes. Dødslisten blev offentliggjort i 2013. Derfor fik Charb en personlig livvagt stillet til rådighed, men blev alligevel dræbt ved attentatet på sin arbejdsplads i januar 2015. Ugen før sin død bragte han en tegning, hvor der øverst stod: "Fortsat ingen attentater", hvortil en bevæbnet mand svarede: "Hør, vent. Vi har helt til slutningen af januar til at sende vore nytårshilsener". Om de trusler på livet, han havde været udsat for sagde han: "Jeg foretrækker at dø stående frem for at leve på knæ." 
Charbonnier var kendt som single og barnløs. De seneste tre år af sit liv dannede han dog par med Jeannette Bougrab, journalist og tidligere minister. Efter attentatet mod Charles Hebdo kritiserede hun sikkerhedsindsatsen. Om sin afdøde kæreste udtalte hun: "Jeg beundrede ham allerede før jeg blev forelsket i ham, og jeg elskede ham for det han var, en modig mand. Han anså sit liv for at være en mindre detalje, når han forsvarede sine idealer.” 
- Charb i Strasbourg, 2009
- Charb efter attentatet 2011
- Satirisk tegning af Charb som kommentar til racisme
- Mindehøjtidelighed i Toulon for ofrene i attentatet mod Charlie Hebdo